# 美しが丘 (高槻市)
美しが丘（うつくしがおか）は、大阪府高槻市の町丁。現行行政地名は美しが丘一丁目及び美しが丘二丁目。

## 地理
高槻市中北部に位置しており、町域は東西に細長い。元来は奥天神町一丁目・三丁目、古曽部町四丁目・五丁目、及び別所本町に属する未開発の丘陵地であったが、1994年（平成6年）に美しが丘一丁目・二丁目が設置され、戸建住宅を主体とした敷地面積の大きな住宅街へと開発された。東で古曽部町及び別所本町と、西で高槻市道日吉台芥川線を境に奥天神町と、北で名神高速道路を境に宮が谷町と、南で古曽部町及び奥天神町と接する。地域中央部を市道別所日吉台線が南北に縦断しており、同道路より東側が美しが丘一丁目、西側が美しが丘二丁目となっている。一丁目と二丁目は同道路で隔てられているものの、地区内北部に連絡橋が架けられており、往来は容易である。一丁目には、地区内唯一の公園である美しが丘第一公園が設置されているほか、一丁目北東部には別所本町方面に向かう階段通路が設置されている。二丁目に西端の日吉台芥川線に面した位置には、地区内唯一の店舗であるフレンドマート高槻美しが丘店がある。

## 歴史
- 1943年（昭和18年）4月1日：高槻町が市制施行。磐手村に属していたた当地は、大阪府高槻市の一区画となる。
- 1994年（平成6年）11月1日：奥天神町一丁目・三丁目、古曽部町四丁目・五丁目、及び別所本町より分離して、美しが丘が設置される。

## 世帯数と人口
2024年（令和6年）9月30日現在（高槻市発表）の世帯数と人口は以下の通りである。
| 町丁           | 世帯数  | 人口  |
| -------------- | ------- | ----- |
| 美しが丘一丁目 | 271世帯 | 703人 |
| 美しが丘二丁目 | 153世帯 | 388人 |

## 校区
2022年（令和4年）4月現在、市立小・中学校に通う場合、校区は以下の通りとなる。
| 番・番地等 | 小学校             | 中学校             |
| ---------- | ------------------ | ------------------ |
| 全域       | 高槻市立奥坂小学校 | 高槻市立第八中学校 |

## 事業所
2018年（平成30年）現在の経済センサス調査による事業所数と従業員数は以下の通りである。
| 町丁           | 事業所数 | 従業員数 |
| -------------- | -------- | -------- |
| 美しが丘一丁目 | 5事業所  | 10人     |
| 美しが丘二丁目 | 3事業所  | 128人    |

## 交通
高槻市営バス美しが丘停留所、及び美しが丘西停留所が設置されており、JR京都線高槻駅・阪急京都本線高槻市駅などの中心市街地方面、及び寺谷町方面のバスが停車する。

## 主な施設
- フレンドマート高槻美しが丘店
- 美しが丘第一公園
- 古曽部遺跡